# Alessandro Romele
Alessandro Romele (Iseo, 30 agosto 2003) è un ciclista su strada italiano che corre per l'XDS Astana Team; è professionista dal 2025.

## Palmarès

### Strada
- 2020 (Juniores)

Memorial Mariano Medda
Trofeo Ilario Roberti
- 2021 (Juniores)

Trofeo Ilario Roberti
Trofeo Città di Treviglio
Campionati italiani, Prova in linea Junior
Memorial Livraghi Giovanni Luigi
- 2023 (Team Colpack Ballan CSB, quattro vittorie)

Coppa Zappi
Gran Premio della Liberazione
6ª tappa Giro Next Gen (Pergine Valsugana > Povegliano)
Costa dei Trulli - Giro di Puglia Challenge
- 2024 (Astana Qazaqstan Development Team, due vittorie)

2ª tappa International Tour of Rhodes (Rodi > Kalithies)
3ª tappa International Tour of Rhodes (Rodi > Kremasti)

#### Altri successi
- 2024 (Astana Qazaqstan Development Team)

Classifica giovani International Tour of Rhodes

## Piazzamenti

### Classiche monumento
- Giro delle Fiandre

2025: ritirato
- Parigi-Roubaix

2025: 72º

### Competizioni mondiali
- Campionati mondiali

Glasgow 2023 - In linea Under-23: 50º

### Competizioni continentali
- Campionati europei

Trento 2021 - Cronometro Junior: 24º
Trento 2021 - In linea Junior: 11º
Drenthe 2023 - Cronometro Under-23: 32º
Drenthe 2023 - In linea Under-23: 55º